# Szent Ágoston regulája

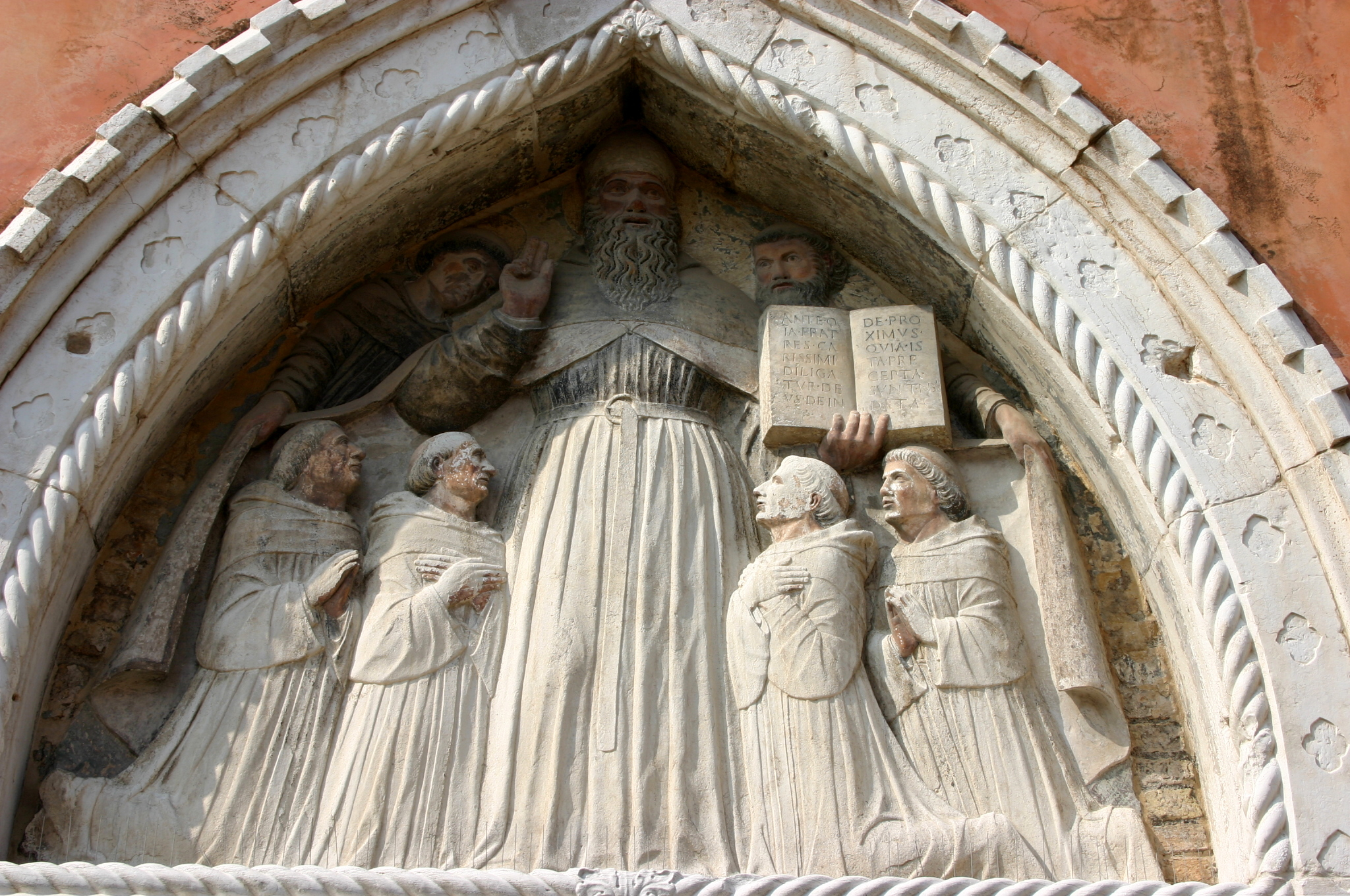
Szent Ágoston szerzetesekkel körülvéve, 17. századi dombormű, Velence, Olaszország

A Szent Ágoston-regula Hippói Szent Ágoston egyházatyától származik. Ez egy 400 körül írt, rövid, nyolc fejezetre osztott dokumentum, amely a közösségben megélt vallási élet vázlataként szolgál.  Ez a nyugati kereszténységben a legrégebbi szerzetesi regula.

## Leírás
Jellemzően a 11. században számos egyházi rendi közösség fogadta el e rövid regulát együttélésük alapszabályául. Ma több száz rend és kongregáció él szent Ágoston regulája szerint, és nemcsak azok a közösségek, amelyek szent Ágoston nevét viselik, mint névadójuk, ilyen például az Ágoston-rend (Ordo Sancti Augustini, korábban Ágostonos remeterend) és az Ágostonos kanonokrend. A reguláris kanonokok közé tartoznak még a keresztes lovagok és a premontrei rend tagjai, amelynek tagjai szintén Szent Ágoston reguláját követik. A koldulórendek közül a Szent Domonkos rend, a Mercedárius rend és a Trinitáriusok rendje tartozik ide.
Megtévesztő lehet azonban, ha egy egységes Ágostonos regulából indulunk ki, mivel különböző változatok léteznek, ahogy P. Lukas Verheijen OSA írja le 1967-ben: „A regula fő része használható mind a férfiak számára, mind a nők számára. A rövidebb szöveg, amelyet Ordo Monasterii néven is ismernek, a kolostor napirendjéről szól és főleg a férfiak számára íródott, de létezik egy rövidebb változat a nők számára is. A ma érvényes regula azonban a férfi és a női közösségek számára is használhatóak – természetesen a női közösségek számára kissé módosítva.”
Ágoston nagy hangsúlyt fektet a javak megosztására. Minden sorát áthatja a Szentírás.

## Magyar nyelvű fordítások
- Szent Ágoston atya regulája s az irgalmas-rendi Testvéreknek Istenes szent Jánostól adott rendialkotmány, továbbá: rendi szertartáskönyv, pápai határozatok és általános rendeletek; Wigand Ny., Pozsony, 1895
- Szent Ágoston reguláinak magyar fordítása Coelius (Bánffy) Gergelytől. 1537; sajtó alá rend., bev., Dézsi Lajos; Akadémia, Bp., 1900 (Értekezések a nyelv- és széptudományok köréből)
- Szent Ágoston regulája. Egy szív, egy lélek; összeáll. M. Alessandra Macajone, ford., tan. Puskely Mária Kordia; Szt. István Társulat, Bp., 1992
- Szent Ágoston regulája; ford. Puskely Mária; Jel, Bp., 2014 (Keresztény lelkiség könyvtára), ISBN 9786155147425, 132 p.
- Szent Ágoston atyánk regulája; ford. Puskely Mária Kordia; Csornai Premontrei Apátság, Csorna, 2024